# كيويات الشكل
كيويات الشكل (الاسم العلمي: Apterygimorphae) هي طبقة من الطيور تتبع طائفة طيور من صف فقاريات رباعية الأطراف.
وطبقة كيويات الشكل هي إحدى الثلاث طبقات الغير منقرضة التي تشكل أُباشة مسطحات الصدر (بالإنجليزية: Ratites)‏.

## رتب
- كيويات